# 1529

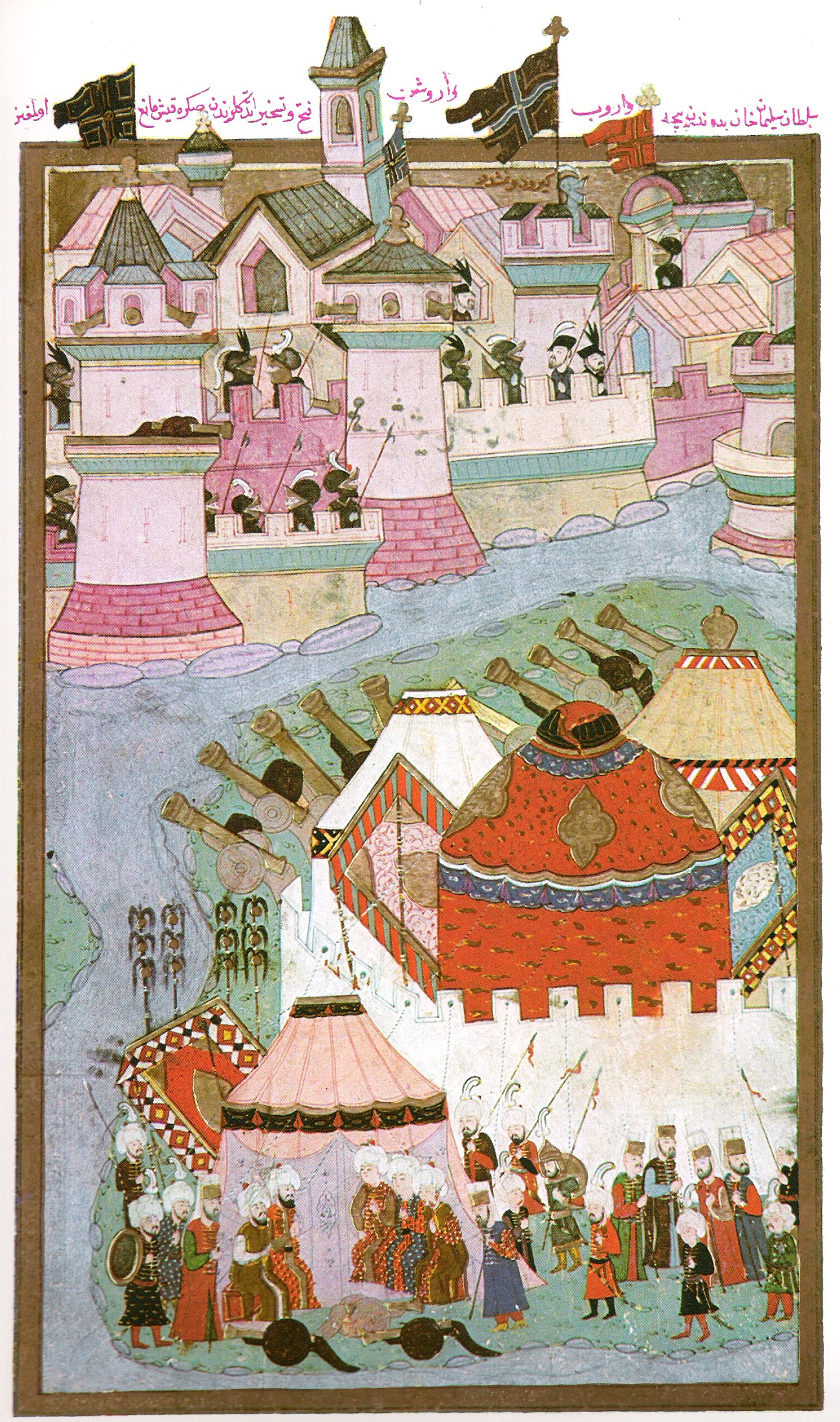
Beleg van Wenen

Het jaar 1529 is het 29e jaar in de 16e eeuw volgens de christelijke jaartelling.

## Gebeurtenissen

### februari
- 28 - Beeldenstorm in Sankt-Gallen, Zwitserland.

### april
- 18 - Op de Rijksdag van Spiers wordt het de Lutherse landen en steden verboden om verdere hervormingen in te voeren. De protestantse vorsten protesteren.
- 22 - Verdrag van Zaragoza: Portugal en Spanje komen overeen waar de grens tussen hun invloedssferen in het oosten is.

### mei
- 6 - Slag bij de Ghaghra: Mogolkeizer Babur verslaat een gecombineerd leger van de sultan van Bengalen en Afghaanse edelen. Bihar wordt toegevoegd aan het Mogolrijk.
- 10 - Süleyman I vertrekt met zijn legermacht uit Mohács richting Boedapest voor een nieuwe veldtocht in het westen.
- 28 - In Leeuwarden wordt opdracht gegeven voor de bouw van de Oldehove.

### juni
- 8 - Eerste Kappeleroorlog: Zürich verklaart vijf katholieke kantons de oorlog. De oorlog wordt zonder strijd opgelost terwijl de legers naar beweerd samen melksoep aten.
- 15 - Reinoud III van Brederode verkoopt de heerlijkheden Sloten, Sloterdijk, Osdorp en Amstelveen aan de stad Amsterdam.

### augustus
- 3 - Damesvrede van Kamerijk: Frankrijk geeft zijn aanspraken op onder meer Milaan, Napels en Vlaanderen op. Vlaanderen komt bij het Heilige Roomse Rijk.
- 26 - Verdrag van Grimnitz tussen Joachim I Nestor van Brandenburg en Barnim IX en George I van Pommeren. Joachim I Nestor accepteert de rijksonmiddelijkheid van Pommeren. In ruil krijgt hij de toezegging dat het huis Hollenzollern Pommeren erft als het huis Pommeren uitsterft.

### september
- 27 - Begin van het Beleg van Wenen door de Ottomanen onder Süleyman I.

### oktober
- 14 - Süleyman I geeft het Beleg van Wenen op.
- 24 - Begin van het Beleg van Florence: Filibert van Chalon leidt een keizerlijk-pauselijk beleg van Florence met de intentie Alessandro de' Medici terug op de troon te zetten.
- 28 - Slag bij Formentera: Een Ottomaanse vloot onder Aydın Reis doet een Spaanse vloot onder Rodrigo Portuondo bij Ibiza op de vlucht slaan.
- oktober - Thomas Wolsey wordt ontheven uit zijn functies en verliest zijn bezittingen. Hij trekt zich terug naar York, waar hij aartsbisschop is.

### zonder datum
- Ahmad ibn Ibrahim al-Ghazi van Adal valt Ethiopië binnen. Begin van de Ethiopisch-Adalse oorlog.
- Het eerste Statuut van Litouwen wordt ingevoerd.
- Stichting van Maracaibo.
- Stichting van Standaardbuiten.

## Beeldende kunst

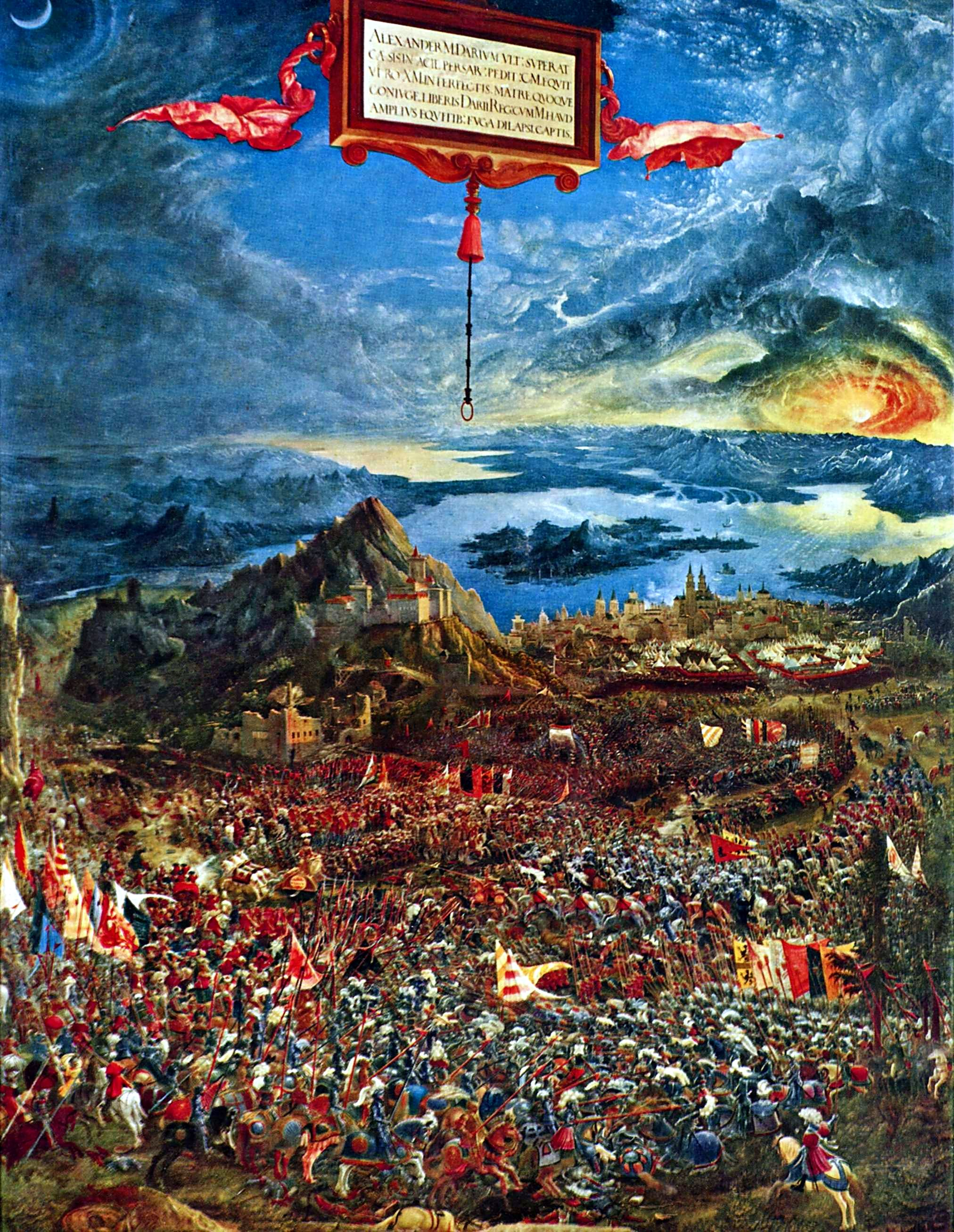
Albrecht Altdorfer: De slag bij Issus
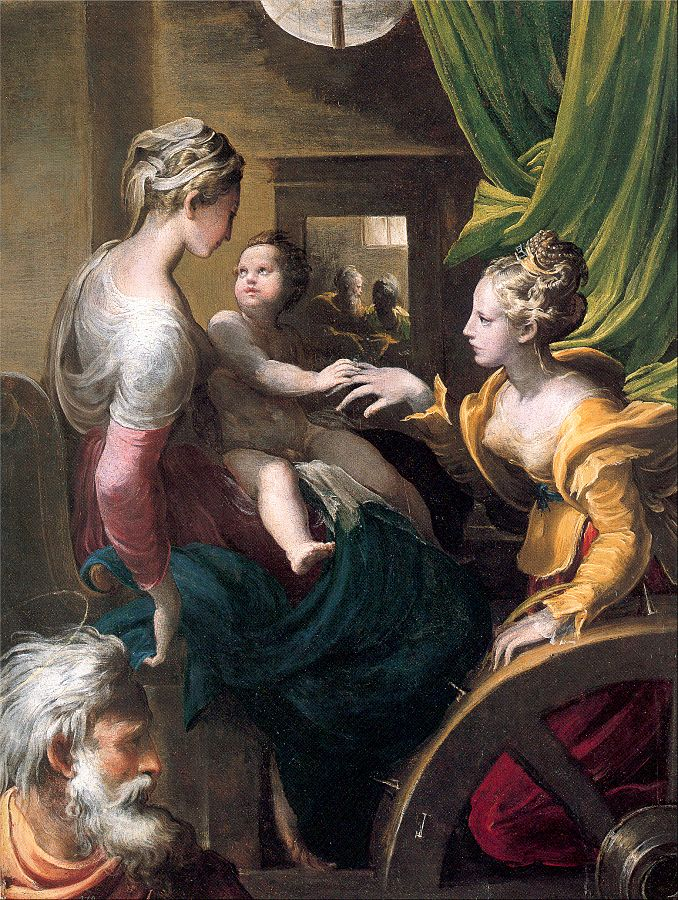
Parmigianino: Het mystieke huwelijk van de heilige Catharina
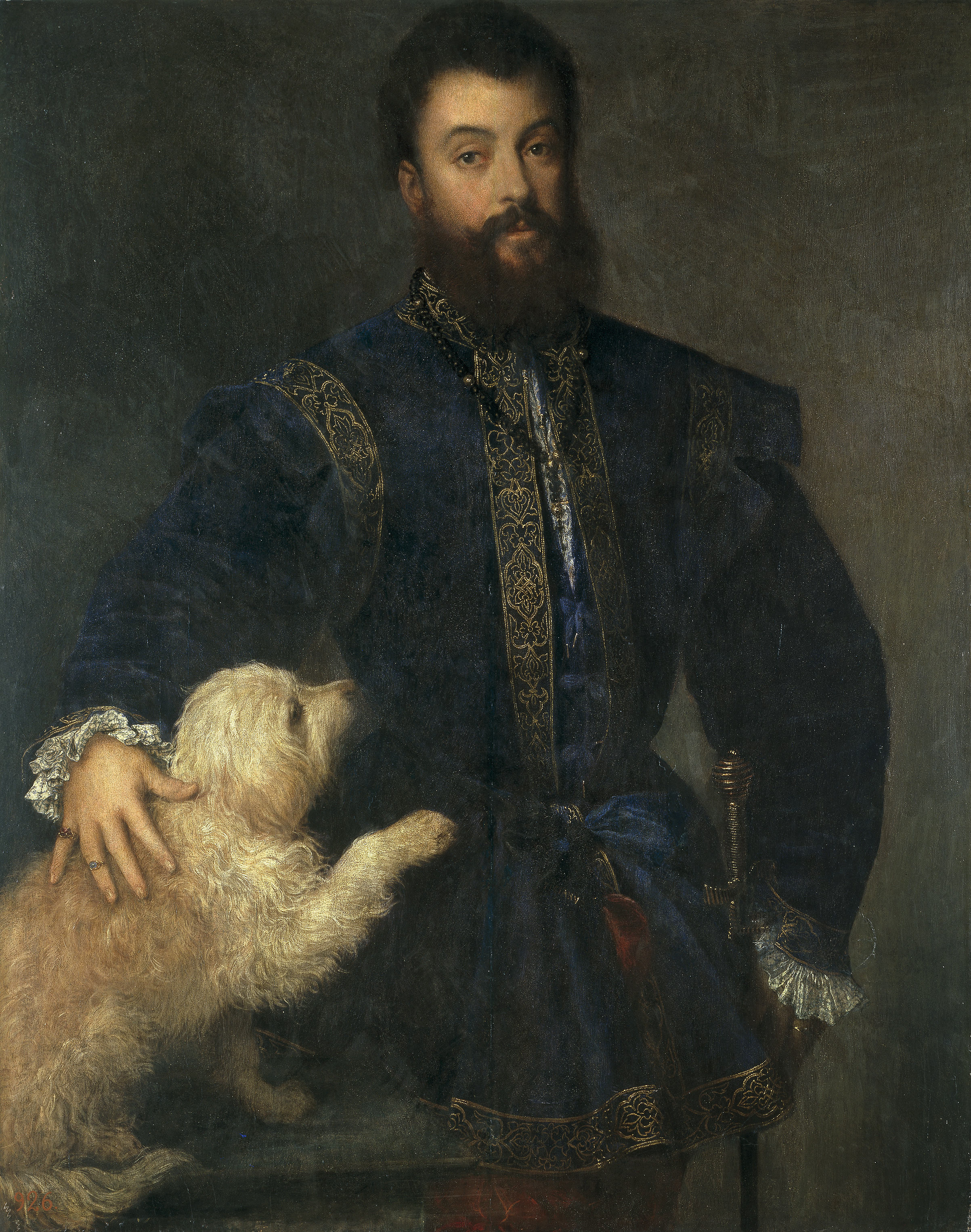
Titiaan: Portret van Frederik II Gonzaga
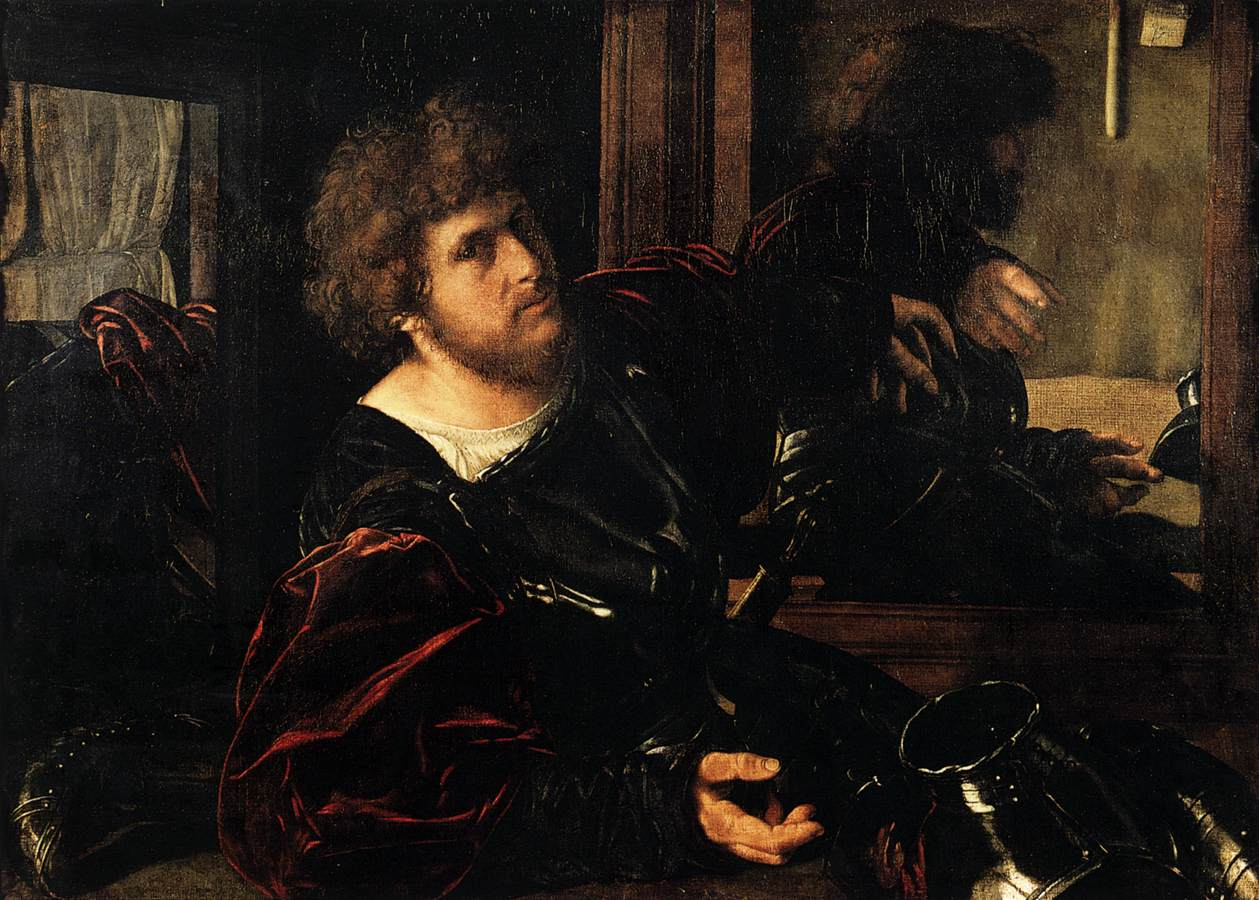
Giovanni Gerolamo Savoldo: Portret van een man in pantser
Lucas Cranach de Oude: Wet en Evangelie

## Opvolging
- Ayutthaya - Ramathibodi II opgevolgd door Borommaracha IV
- Hanau-Münzenberg - Filips II opgevolgd door Filips III
- Lord Chancellor (Engeland) - Thomas Wolsey opgevolgd door Thomas More
- Portugal - Emanuel I opgevolgd door zijn zoon Johan III
- Saluzzo - Johan Lodewijk opgevolgd door Frans Lodewijk
- bisdom Utrecht - bisschop-elect Hendrik van Beieren opgevolgd door Willem van Enckevoirt

## Afbeeldingen

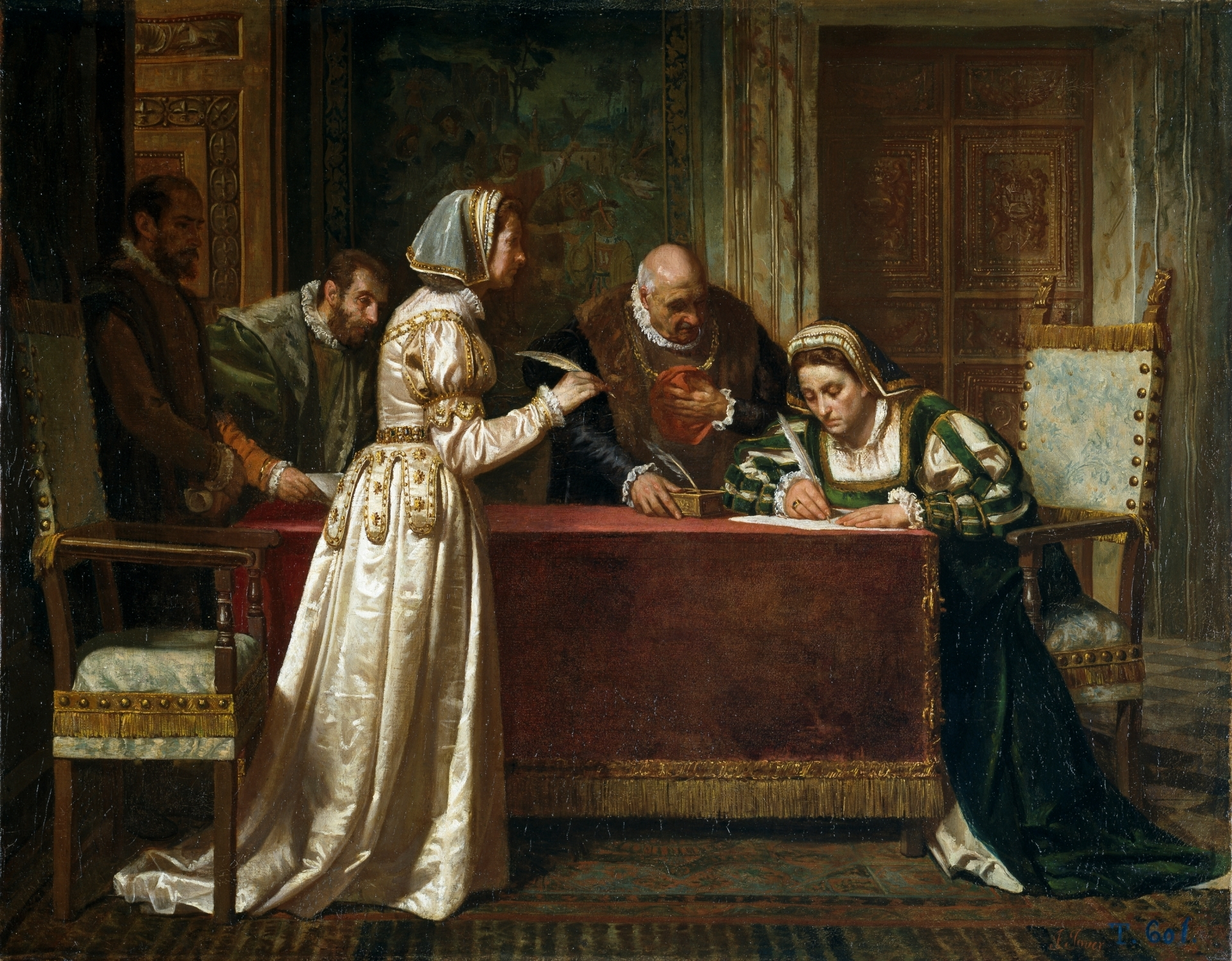
Ondertekening van de Damesvrede van Kamerijk
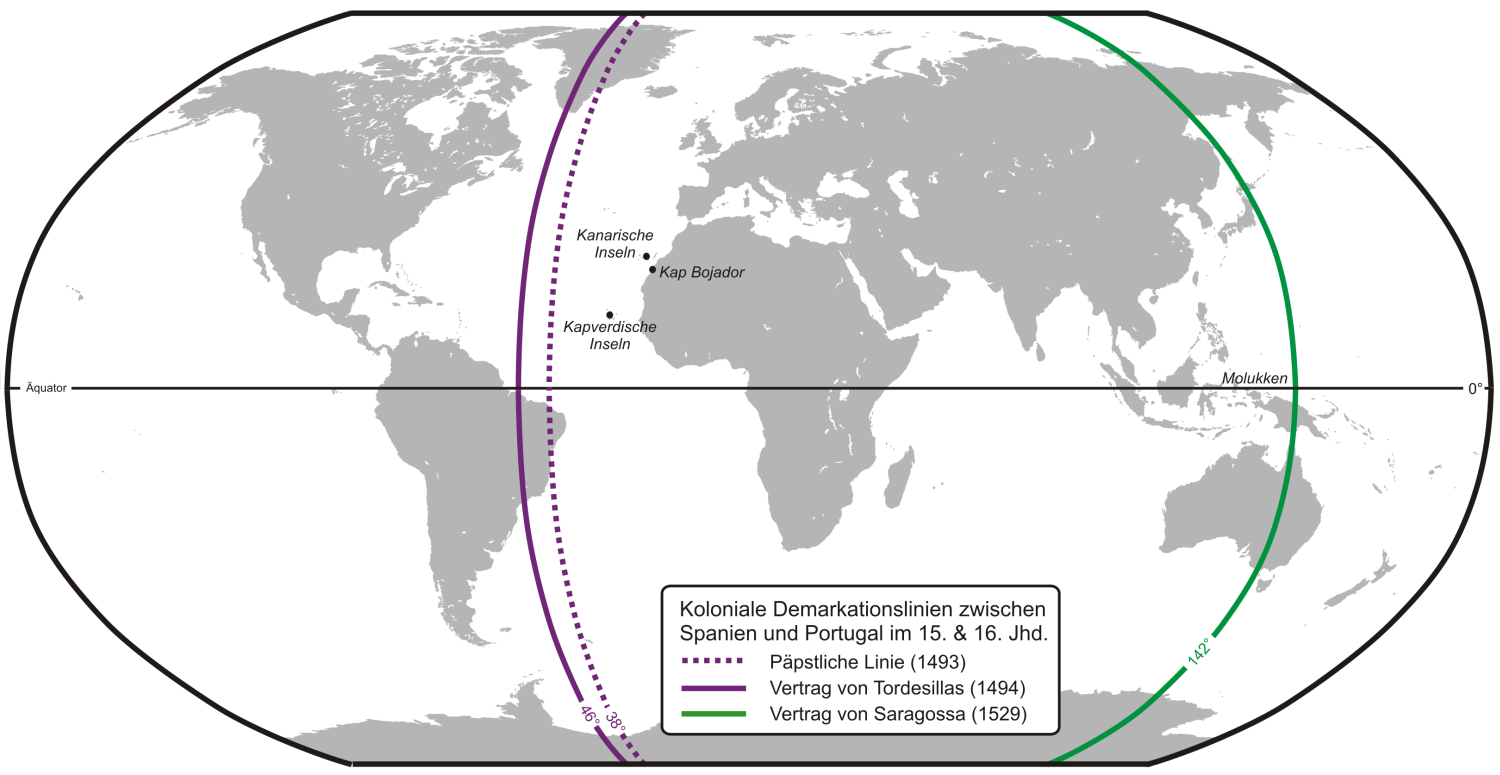
Verdeling van de wereld in het verdrag van Tordesillas (paars) en het verdrag van Zaragoza (groen)
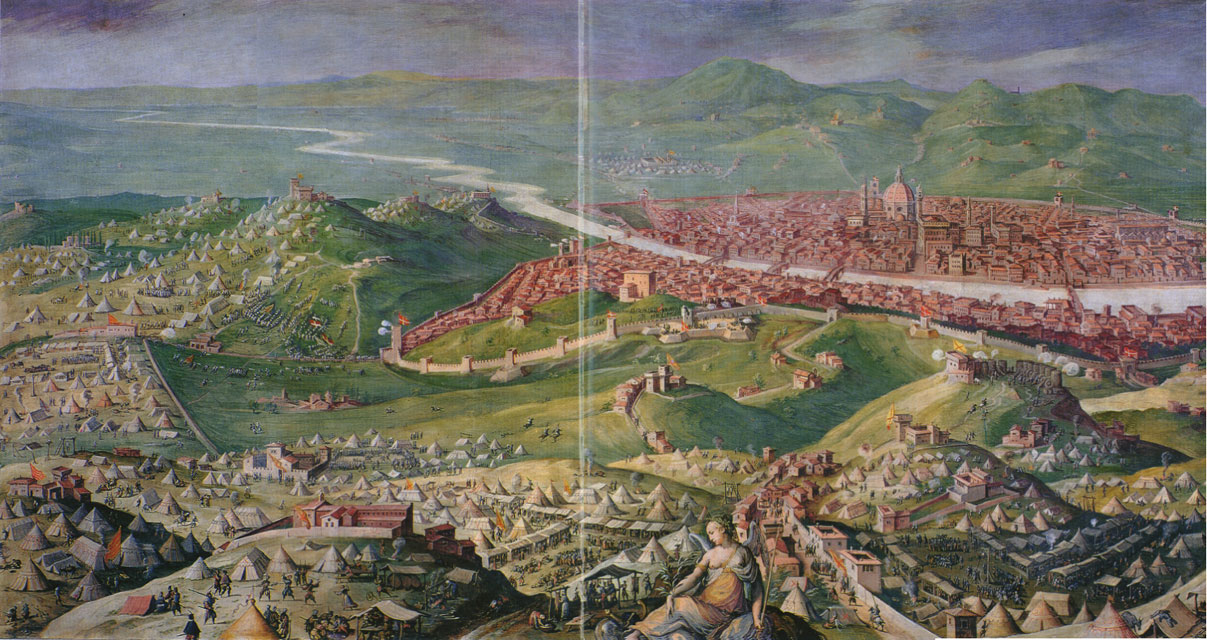
Beleg van Florence
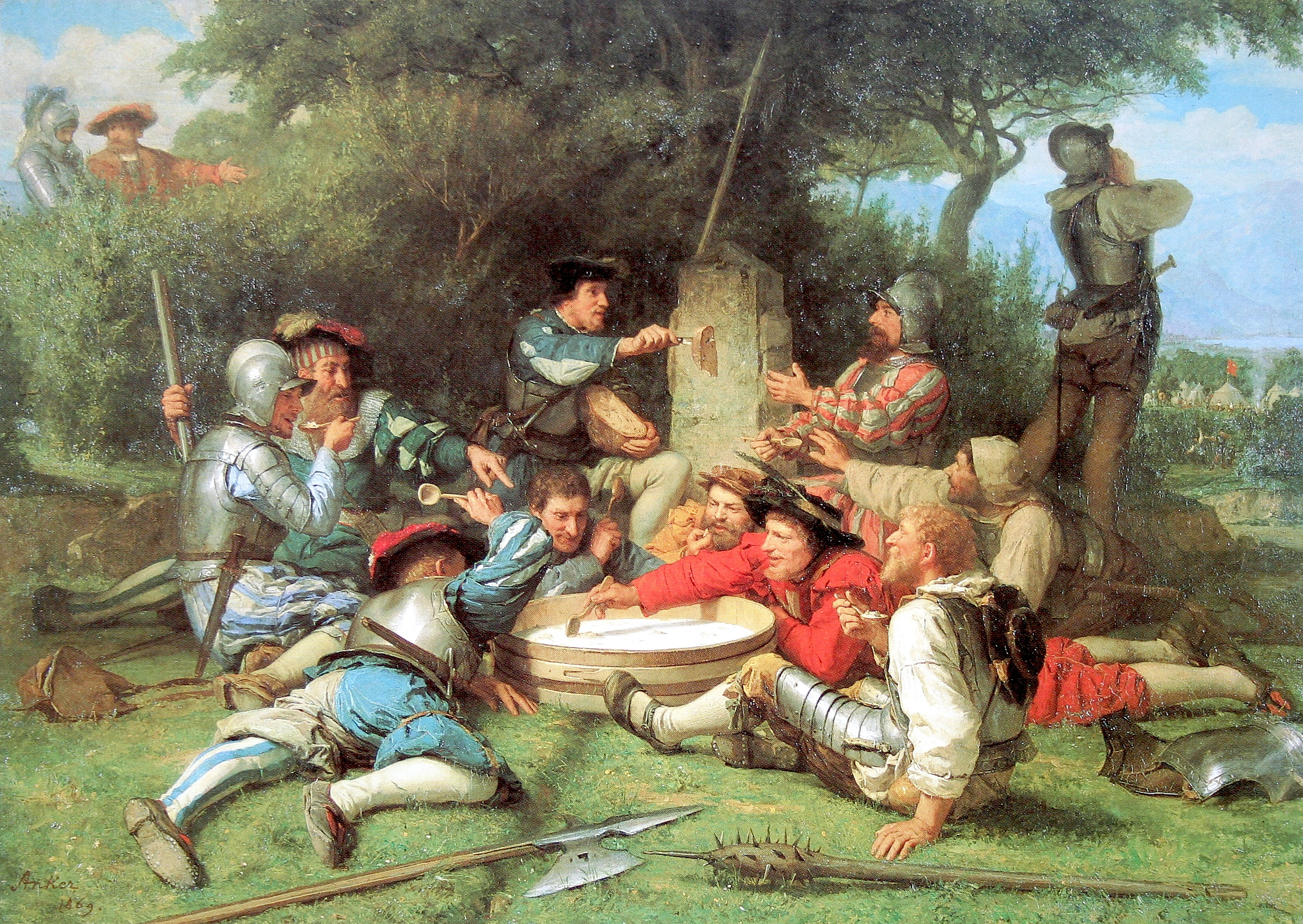
Melksoep van Kappel
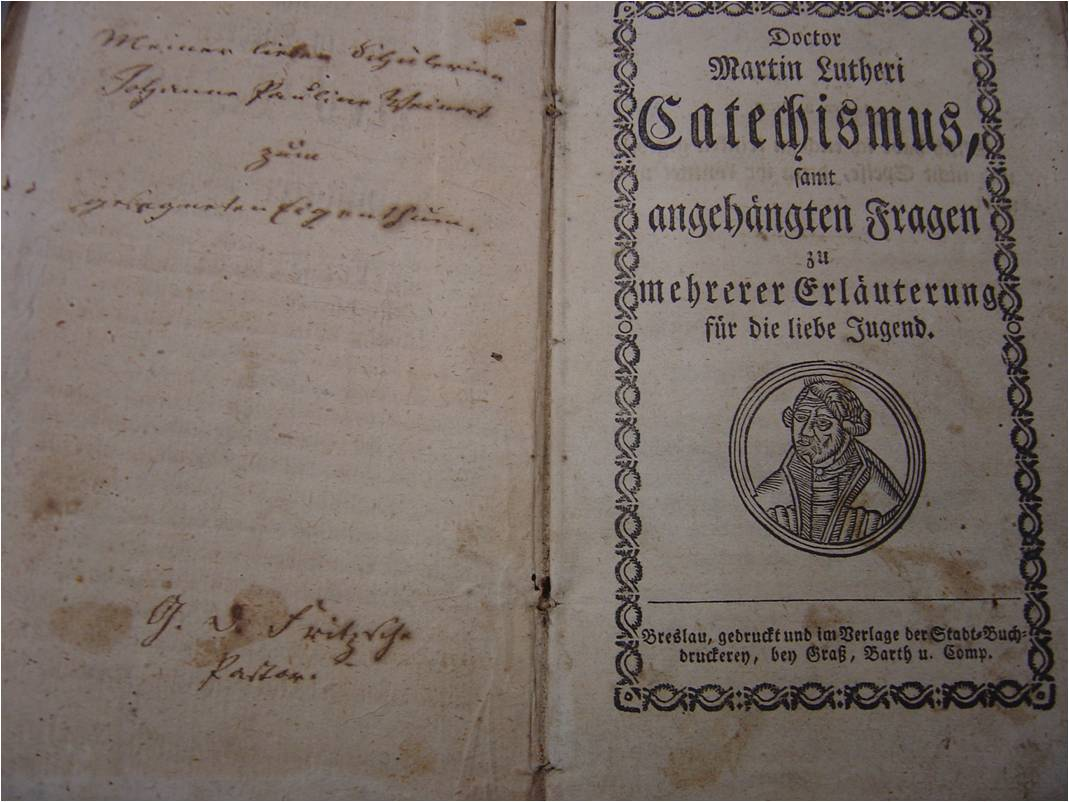
Kleine Catechismus van Luther
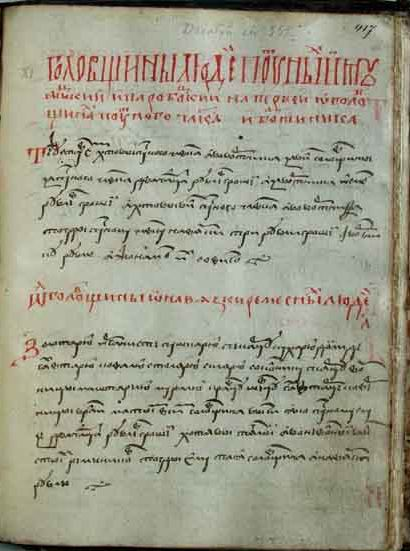
Statuut van Litouwen
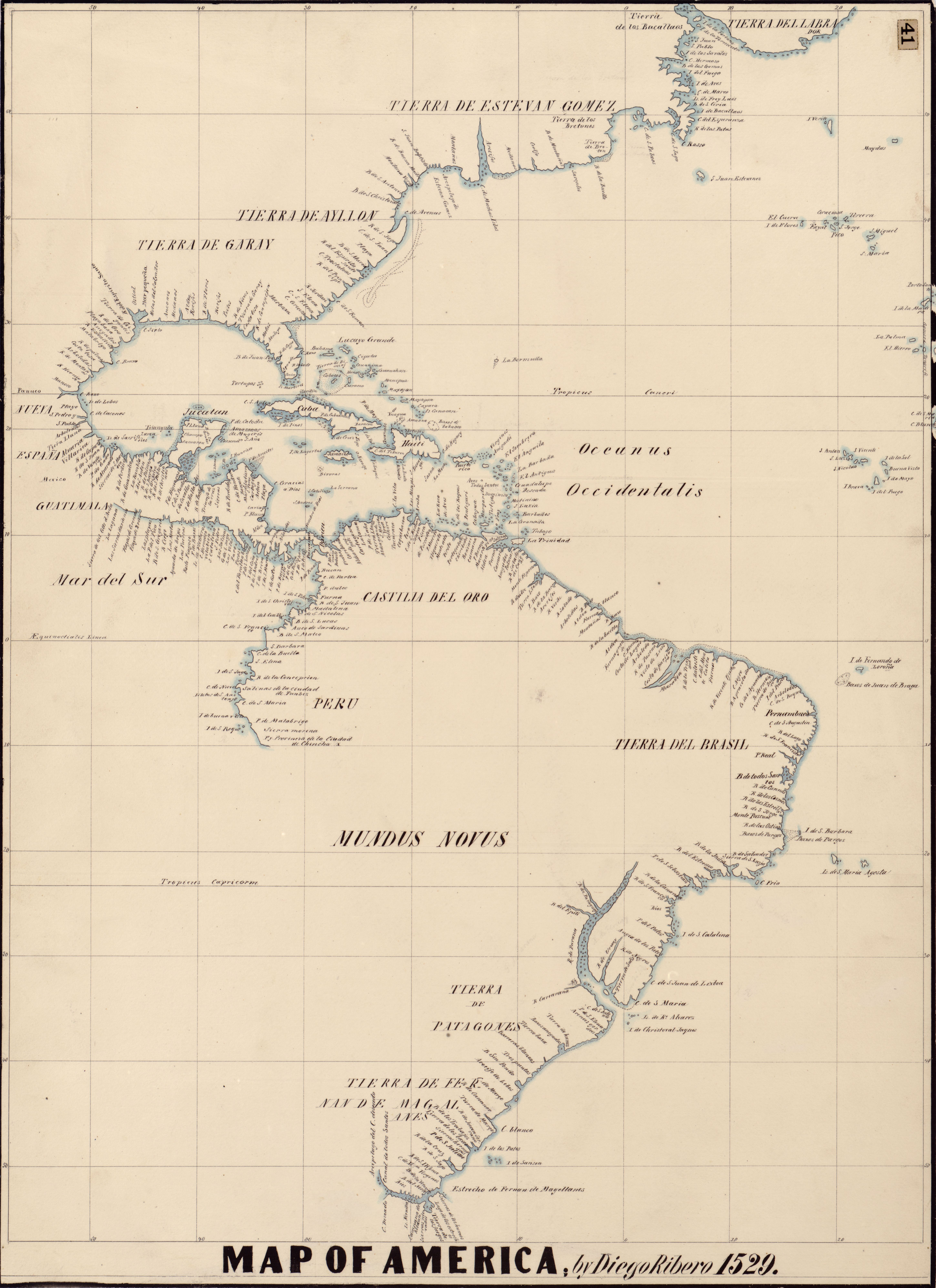
kaart van Amerika uit 1529 door Diogo Ribeiro

## Geboren
- 8 januari - Johan Frederik II, hertog van Saksen
- 12 mei - Sabina van Ansbach, Duits edelvrouw
- 14 juni - Ferdinand II van Tirol, Oostenrijks edelman
- 14 juni - Pieter Adriaansz. van der Werff, Noord-Nederlands politicus
- 16 juli - Petrus Peckius de Oude, Zuid-Nederlands jurist
- 20 juli - Henry Sidney, Engels staatsman
- 24 juli - Karel II van Baden-Durlach, Duits edelman
- 6 augustus - Laurent de Gorrevod, Savoyaards edelman
- 25 september - Günther XLI van Schwarzburg-Arnstadt, Duits edelman
- 26 oktober - Anna van Hessen, Duits edelvrouw
- 25 november - Frans van Brunswijk-Wolfenbüttel, Duits prelaat
- 11 december - Fulvio Orsini, Italiaans humanist
- Willem Bloys van Treslong, Noord-Nederlands edelman en geuzenleider
- Willem van Bronckhorst-Batenburg, Noord-Nederlands edelman
- Nanning van Foreest, Noord-Nederlands
- Giambologna, Zuid-Nederlands beeldhouwer
- Valentin Otto, Duits musicus
- Samuel von Quicchelberg, Zuid-Nederlands arts
- Daniel Rantzau, Deens legerleider
- Diederik Sonoy, Kleefs-Nederlands edelman en geuzenleider
- Jean Taffin, Zuid-Nederlands geestelijke
- Takeda Nobukado, Japans samoerai
- Titu Cusi Yupanqui, Inca-keizer (1558-1571)
- Valerio Cioli, Florentijns beeldhouwer (jaartal bij benadering)
- Cornelis Kiliaan, Zuid-Nederlands taalkundige (jaartal bij benadering)
- Eleonora van Montmorency, Nederlands edelvrouw (jaartal bij benadering)
- Jacobus Vaet, Zuid-Nederlands componist (jaartal bij benadering)
- Cornelis Columbanus Vrancx, Zuid-Nederlands schrijver (jaartal bij benadering)

## Overleden
- 9 januari - Wang Yangming (56), Chinees staatsman en filosoof
- 2 februari - Baldassare Castiglione (50), Italiaans schrijver
- 17 februari - Cornelis Volpartsz, Noord-Nederlands glasschilder
- 7 maart - Walburga van Egmond (~39), Noord-Nederlands edelvrouw
- 17 april - Louis de Berquin, Frans humanist
- 10 mei - Luigi Da Porto (~43), Italiaans schrijver
- 21 juni - John Skelton, Engels dichter
- 27 september - George van de Palts (43), Duits geestelijke
- 13 december - Emanuel I (52), koning van Portugal (1495-1521)
- Jan van Baexen, Nederlands edelman
- Drugpa Künleg (~74), Tibetaans geestelijke
- India Catalina, Colombiaans-Indiaans vertaalster
- James Hamilton (~54), Schots edelman
- Richard Pynson (~81), Engels drukker
- Ramathibodi II (~56), koning van Ayutthaya (1491-1529)
- Andrea Sansovino (~62), Florentijns beeldhouwer
- Alessandro Araldi, Italiaans kunstschilder (jaartal bij benadering)
- La Malinche (~27), geliefde van Hernán Cortés (jaartal bij benadering)
- Marbriano de Orto (~68), Zuid-Nederlands zanger (jaartal bij benadering)